# Walter II de Hochschlitz
Walter II von Hochschlitz (né vers 1320, mort le 4 octobre 1369 à Mindelheim) fut vicaire impérial à Pise et à Lucques, conseiller de l'empereur Charles IV de 1354 à 1362 et 47e évêque d'Augsbourg de 1365 à sa mort.

## Biographie
Walter vient de la famille de noblesse souabe de Hochschlitz von Pfawenhausen, qui vivait à Pfauhausen. Comme son oncle Marquard de Randelle, il étudie le droit canonique à Bologne de 1340 à 1343 et devient chanoine d'Augsbourg en 1343. Pendant une Sede vacante de 15 ans dans le diocèse de Trente, Walter est connu sous le nom de Capitanus entre 1349 et 1353. Avec son oncle Marquard, il participe aux batailles avec la famille Visconti dans le cadre de la première expédition romaine de Charles IV de 1354 à 1356. Des scènes sont illustrées dans la chronique Cronache delle cose di Lucca de Giovanni Sercambi, qui se trouve aux Archives de Lucques. En 1355, il épouse Lorenza Alder, la fille du banneret pisan Henri Alder, à Lucques.
Lors de sa nomination, l'évêque renonce aux propriétés de Mindelburg (de) et de la ville de Mindelheim, qu'il avait acquises en 1363 avec son oncle Henri de Hochschlitz pour 19 000 florins, de l'argent qui vient de l'expédition de Lucques. En 1365, ils revendent les propriétés et les confient au duc Frédéric de Teck pour une gestion sans intérêt pendant la vente. Mais ce dernier refuse de rendre les biens, alors Walter II de Hochschlitz exige la remise sous la menace d'une arme. Le 4 octobre 1369, un partisan du duc de Teck, le comte de Werdenberg (de), frappe l'évêque d'une flèche, blessure dont il meurt. Son corps est enterré dans la chapelle Saint-Agnès de la cathédrale d'Augsbourg, aujourd'hui disparue.